# جون نوردال برون
جون نوردال برون (بالنرويجية البوكمول: Johan Nordahl Brun)‏ هو كاتب وكاتب مسرحي وشاعر وسياسي نرويجي، ولد في 21 مارس 1745 في تروندهايم في النرويج، وتوفي في 26 يونيو 1816 في برغن في النرويج.